# آرثر داي (لاعب كريكت)
آرثر داي (10 أبريل 1885 في المملكة المتحدة - 22 يناير 1969 في المملكة المتحدة) (بالإنجليزية: Arthur Day)‏ هو لاعب كريكت بريطاني (وحمل سابقاً جنسية المملكة المتحدة لبريطانيا العظمى وأيرلندا). لعب مع Kent County Cricket Club ‏ ونادي مارليبون للكريكت ‏.

## وصلات خارجية
- آرثر داي على موقع إي آس بي آن كريك إنفو (الإنجليزية)